# Liste der Naturdenkmale in Plein
Die Liste der Naturdenkmale in Plein nennt die im Gemeindegebiet von Plein ausgewiesenen Naturdenkmale (Stand 18. März 2024).

## Naturdenkmale
| Nr.         | Bezeichnung              | Lage                                            | Beschreibung | Bild                                    |
| ----------- | ------------------------ | ----------------------------------------------- | --- | --------------------------------------- |
| ND-7231-510 | Alte Eiche               | nordöstlich des Ortes; Abteilung Die Fröhn Lage | Quercus petraea | Direkt Bild zu diesem Denkmal hochladen |
| ND-7231-511 | Alte Eiche               | südlich des Ortes; Abteilung Im Berg Lage       | Quercus robur | Direkt Bild zu diesem Denkmal hochladen |
| ND-7231-512 | Plateau des Tempelkopfes | südlich des Ortes; Abteilung Burgberg Lage      | bewaldete Höhenbefestigung mit doppeltem Abschnittswall, Zeitstellung ungeklärt; flächenhaftes Naturdenkmal, ca. 1,3 ha; teilweise zu Wittlich | Fotos hochladen                         |